# Adolf Ziegler (Richter)
Adolf Ziegler (* 27. Juni 1890 in Lichtensteig, Kanton St. Gallen; † 22. Februar 1985 in Pully, Kanton Waadt, reformiert, heimatberechtigt in Zuchwil, Kanton Solothurn) war ein Schweizer Bundesrichter.

## Leben

### Familie und Ausbildung
Der  im sanktgallischen Lichtensteig geborene und aufgewachsene Adolf Ziegler, Sohn des Apothekers Wilhelm Emil Otto Ziegler und dessen Ehefrau Louise Elisabeth Karoline geborene Fäsy, erlangte 1910 die Maturität an der Gymnasialabteilung der thurgauischen Kantonsschule in Frauenfeld. Ziegler wandte sich im Anschluss dem Studium der Rechtswissenschaften an den Universitäten Bern, Leipzig, Berlin sowie Heidelberg zu, 1913 erwarb er in Leipzig den akademischen Grad eines Dr. iur. Nach einem darauffolgenden absolvierten Rechtspraktikum legte er die Staatsprüfung ab.
Adolf Ziegler vermählte sich 1922 mit Henriette Melanie geborene Braillard. Er verstarb 1985 im hohen Alter von 94 Jahren in Pully.

### Beruflicher Werdegang
Adolf Ziegler war zu Beginn seiner beruflichen Laufbahn als Rechtsanwalt in St. Gallen tätig, 1918 übernahm er die Stellen als ausserordentlicher Substitut des Ratsschreibers sowie Rechtskonsulent des Stadtrates St. Gallen, 1920 wurde er zum Bundesgerichtssekretär, 1925 zum Bundesgerichtsschreiber bestellt. 1938 wurde er auf Vorschlag der radikalen Fraktion zum Bundesrichter gewählt. Ziegler, der von 1938 bis 1952 in der 2. Zivilabteilung, von 1938 bis 1952 in der Schuldbetreibungs- und Konkurskammer, von 1953 bis 1956 am Kassationshof, von 1953 bis 1960 in der Verwaltungskommission sowie von 1954 bis 1960 am Ausserordentlichen Kassationshof eingesetzt war, wurde 1960 in den Ruhestand verabschiedet.
Adolf Ziegler arbeitete den Vorentwurf für das Gesetz über die Organisation der Bundesrechtspflege vom 16. Dezember 1943 aus.